# 霞浦县第六中学松港校区
霞浦县第六中学松港校区，又称霞浦六中松港分校，原名霞浦县第十八中学，目前是霞浦六中的分校区，位于福建省宁德市霞浦县后港村。

## 简介
1984年霞浦县教育局在霞浦县松港街道后港村中心街创立霞浦县第十八中学，其校址靠近沈海高速公路与温福铁路，占地面积30亩，建筑面积4000多平方米。霞浦十八中并入霞浦六中前有初一、初二、初三3个年段，12个教学班，2013年在校学生407人，教师48人。2011年学校通过宁德市标准化学校验收，达到农村中学二类标准。

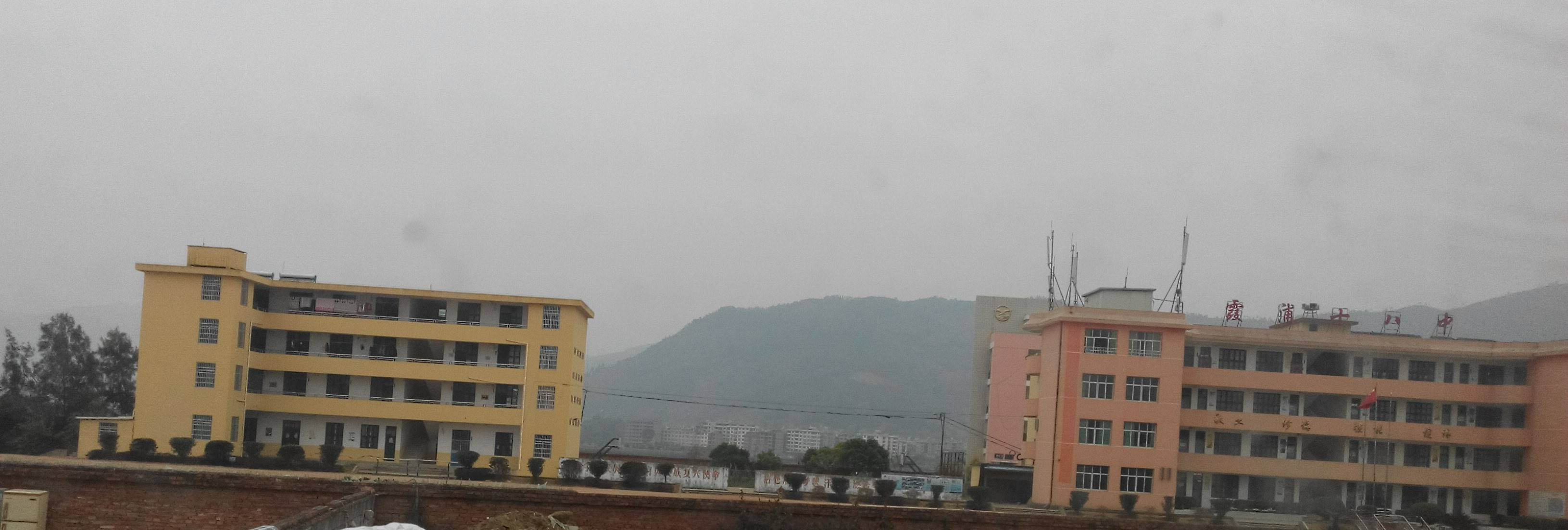
霞浦十八中旧照

2018年，霞浦县第十八中学被霞浦六中收购，正式更名为霞浦六中松港校区。